# Max Hamburgerrestauranger
Max Hamburgerrestauranger AB er Sveriges næststørste kæde af hamburgerrestauranter og grundlagdes 1968 i Gällivare af Curt Bergfors. Max har 100 restauranter og omkring 3.000 ansatte, hovedkvarter i
Luleå.

## Historie
Max indledte sin virksomhed i Gällivare i 1968 da Curt Bergfors sammen med sin sambo åbnede X-grillen, der var en grillbar med fastfood. Grillbaren var indlejet i den østlige ende af Uno-X benzintanken, som lå ved Västra Kyrkallén. To år senere skiftedes navn til Max efter ejerens kælenavn, og der åbnedes en restaurant i Skellefteå og en på Midgårdsvägen i Luleå. Siden da er der kommet tusindvis af ansatte til samt 100 restauranter rundt om i Sverige. I dag er Max representeret fra Haparanda i nord til Ystad i syd.
I 2012 bekendtgjorde Max at de ville udvide deres forretning til Danmark, og den 1. marts 2013 åbnede Max deres første restaurant i Danmark, på Gammeltorv i København. Max er ligeledes også repræsenteret i Norge.